# Rue d'Anjou (Asnières-sur-Seine)
Pour les articles homonymes, voir Rue d'Anjou (homonymie).
La rue d'Anjou est une voie de communication située à Asnières-sur-Seine.

## Situation et accès
Cette rue très courte est faite, à l'est de la rue de Bretagne, d'une partie piétonnière qui s'engage dans la gare d'Asnières-sur-Seine, sous les lignes ferroviaires. De là, pendant les heures d'ouverture de la gare, on peut rejoindre à pied le carrefour de la rue Pasteur, la rue Denis-Papin et la rue de la Station.
À l'ouest, la rue d'Anjou ne fait que croiser la rue du Maine avant de se terminer à l'angle de la rue du Chemin-Vert et de la rue Jean-Baptiste-Charcot à Courbevoie, anciennement rue de Bécon.

## Origine du nom

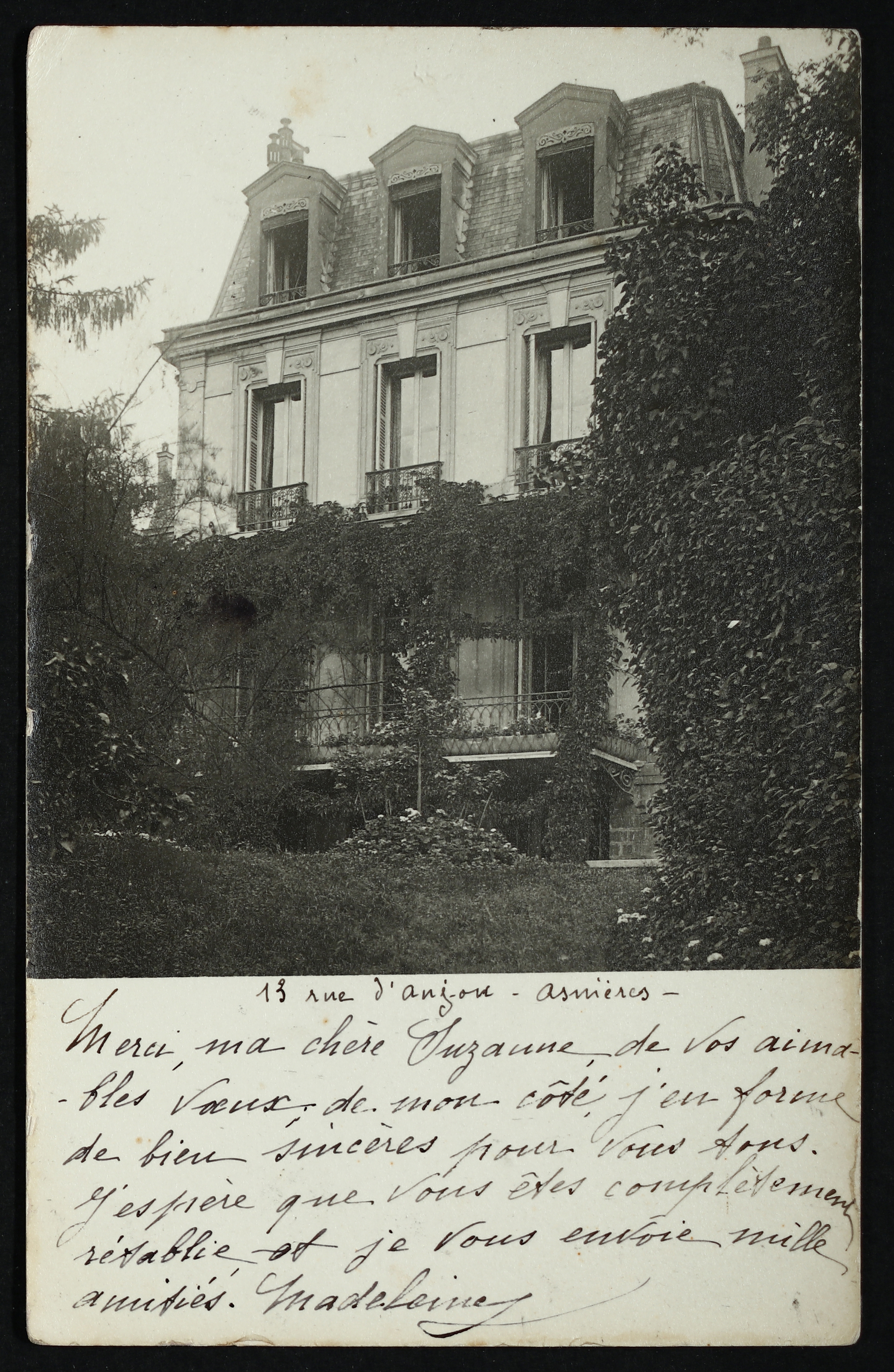
Carte postale - Asnières-sur-Seine - (Maison) 13 rue d'Anjou - 9FI-ASN 221

Quelques rues des environs, de part et d'autre de la voie ferrée, portent des noms de province française: Celle-ci est nommée en honneur de la province d'Anjou.

## Bâtiments remarquables et lieux de mémoire
Cette rue a acquis une notoriété locale en étant durement touchée par la crue de la Seine de 1910, consécutive à sa très faible élevation par rapport au fleuve. On peut aussi noter :
- la gare d'Asnières-sur-Seine, ouverte en 1838, et qui est desservie par la ligne Paris - Saint-Germain-en-Laye ;
- le marché de Bretagne[2], devant la gare :
- au no 25, est né en 1905 le cinéaste Yves Allégret[3], époux de l'actrice Simone Signoret de 1948 à 1951, père de l'actrice Catherine Allégret et grand-père de l'animateur de télévision Benjamin Castaldi.